# Francesco Landini
Francesco degli Organi, Francesco il Cieco, Francesco da Firenze, vagy ahogyan a későbbi generációk hívták, Francesco Landini vagy Landino (Fiesole, 1335 – Firenze, 1397. szeptember 2.) olasz zeneszerző, orgonista, énekes, költő, hangszerkészítő. Ő volt az egyik leghíresebb és leginkább tisztelt zeneszerző a 14. század második felében Olaszországban.

## Élete
A részletek Landini életéről vázlatosak, csak néhány tény állapítható meg teljes bizonyossággal, de nagy vonalakban már kezdett formát ölteni, több kutatás is végbement, különösen a Firenzében. A legtöbb eredeti személyazonosító adatait származásáról egy 1385-ös könyv őrzi a híres firenzei Filippo Villani krónikás által, aki szintén körülbelül 1325-ben született.
A modern tudósok nem fogadják el azt a gondolatot, hogy Landini tagja volt a Landini családnak, ezért a 'Francesco da Firenze' (Francesco Firenzéből) nevet preferálják és használják. Ezen kívül a 'Francesco degli Organi" vagy a "Francesco degliorghani' (Francesco, az orgonista), Francesco il Cieco "vagy" Franciscus cecus' (Francesco a vak) nevekkel utalnak a zeneszerzőre. Ennek az az oka, hogy a 'Landini" vagy "Landino' vezetéknév nem jelenik meg a zeneszerző bármely forrásában a 14-ik században, sem a másodlagos hivatkozásokban a 15-ik században. A bizonyíték, hogy Francesco a Landini család tagja, apja kiléte, akit Filippo Villani úgy jegyzett fel, mint festőt, aki egyszerű életet élt, ám a művészettörténészek által nincs elismerve. Ezért is nem tartható fenn, hogy a festő Jacopo del Casentino (a továbbiakban Jacopo Landino') volt az apja, vagy az, hogy Cristoforo Landino volt az unokaöccse.

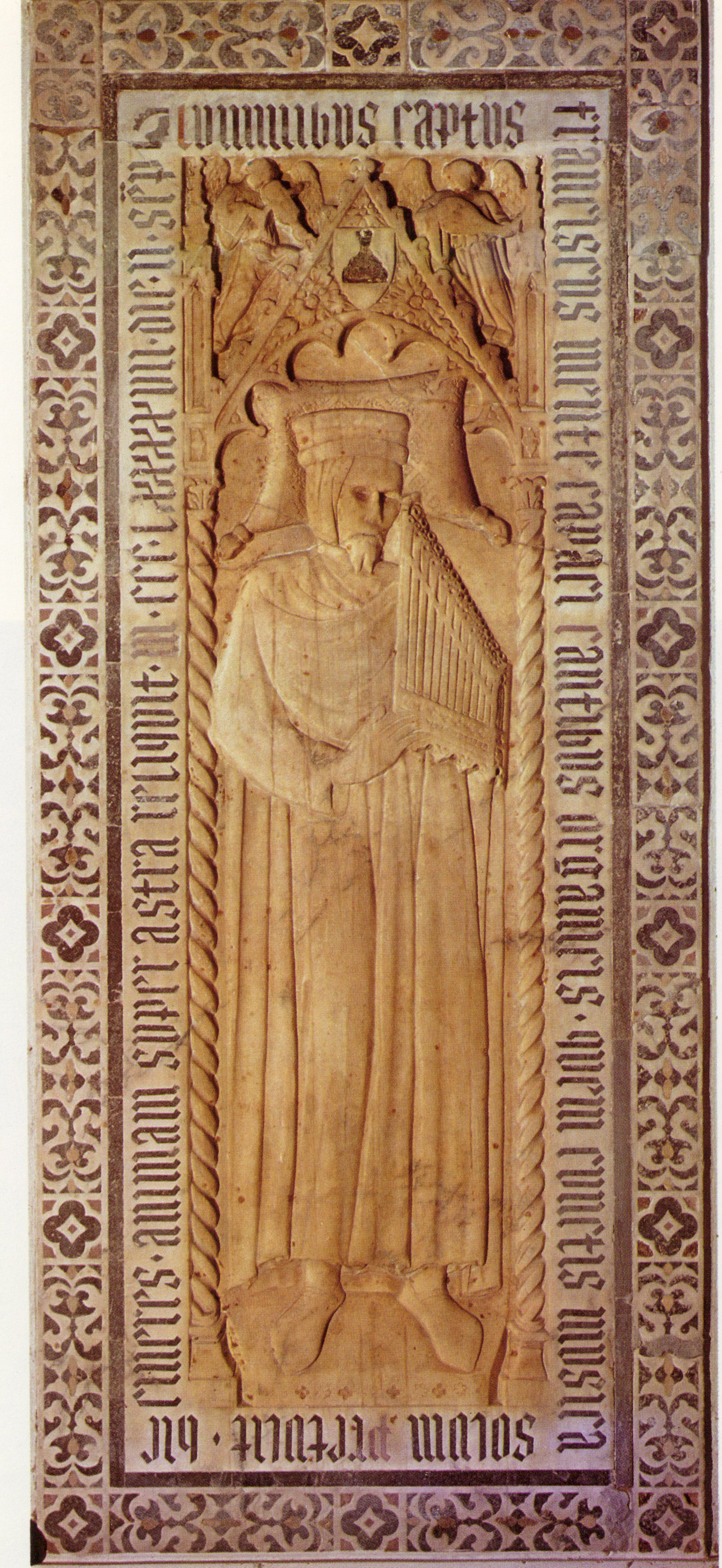
Landini sírköve, ahogy a szerző orgonán játszik

Landini Firenzében született, bár Cristoforo Landino Fiesole városát említi meg. Bár gyerekkora óta vak volt (himlő miatt vesztette el látását), Landini kkorán a zenének szentelte az életét,több hangszeren megtanult játszani, beleértve a lantot, valamint az éneklés művészetét, verselt, komponált. Villani a krónikájában azt is kijelentette, hogy Landini hangszerfeltaláló volt, létrehozott egy húros hangszert, a 'syrena syrenarum'-ot, amiben kombinálta a lant és a psaltery funkcióit, úgy vélik, hogy ez a tambura őse.
Fiatal kora ellenére, Landini már aktív volt a korai, 1350-es években, ami azt jelenti, hogy közel állt Petrarcához.
Villani szerint, Landini koronát kapott Ciprusból, I. Péter királytól,  aki több alkalommal is Velencében járt az 1360-as évek során. Landini valószínűleg sok időt töltött Észak-Olaszországban 1370 előtt. Bizonyítékként zenéjének egy része is utal erre: egy motetta egy bizonyos elkötelezett "Franciscus"-tól  Andrea Contarininak, aki egy velencei dózsé 1368-tól 1382-ig; továbbá a munkáit nagy számban jól képviselik az észak-olasz források.
Dolgozott, mint orgonista a Firenzei kolostorban 1361-ben, aztán a San Lorenzo -i templomban 1365-től. Aktívan részt vett az aktuális politikai és vallási vitákban Villani szerint, de úgy tűnik, ennek ellenére is kegyeikben tartották őt a Firenzei hatóságok. Landini ismert sok más olasz zeneszerzőt Trecentóból, beleértve Lorenzo da Firenze-t, valamint Andreas da Florentia-t, akivel 1370 körül találkozott. 1375 környékén, Andreas felbérelte tanácsadójának, hogy segítsen megépíteni a  Servite ház orgonáját Firenzében. A fennmaradt feljegyzések között megtalálható az elfogyasztott borok nyugtája is, amit a két zeneszerző kortyolgatott a három nap alatt, amíg felállították az eszközt. Landini 1387-ben részt vett még egy  orgona építő projektben, ezúttal a Firenzei Dómban.
Számos kortárs író tanúsítja, hogy a hírneve nem csak mint zeneszerző, de mint énekes, költő, orgonista, filozófus, szenvedélyesen elkötelezett állampolgár maradt fent. Ezt a tényt nevezetesen Giovanni da Prato támasztja alá a Paradiso degli Alberti c. könyvében. A könyvet 1389-ben írta, rövid történeteket tartalmaz, amelyek közül az egyik állítólag kapcsolatban állt Landinival. Híres volt arról, hogy játéka megmozgatta a közönséget, a zene olyan erős volt, hogy az írók megjegyezték: "a finomsága a dalaiban olyan volt, hogy a szív ki akart törni a keblekből." 
Halála utána a San Lorenzo-i templomban temették el, Firenzében. A sírköve elveszett volt a 19-ik századig, ma újra látható a templomban.

## Zenéje és hatása
Landini volt a legelső exponense az olasz Trecento stílusnak, más néven az "olasz ars nova". A művei szinte kizárólag csak a világi zenéket tartalmaztak. Bár vannak feljegyzések, miszerint szakrális dalokat is komponált, de ezekből egyik sem maradt fenn. 89 ballate túlélte az időket, ezek két hangra íródtak, valamint 42 ballate, ami három hangra íródott, illetve másik kilenc, ami létezik mindkét változatban. A ballaték mellett egy kisebb számú madrigál mű is fennmaradt. Feltételezhető, hogy Landini írta meg a szövegeit a saját munkáihoz. A darabjainak nagy része a Squarcialupi Codex-ben található, ezek képviselik majdnem a negyedét 14. századi olasz zenének.
Landini a névadója a Landini cadence-nak (vagy Landinoi hatos), egy kadencia formula, amelyben a hatodik fokozat a skálán a vezérhang közé van ékelve és ez határozza meg az alaphangot. Azonban ez a kadencia sem származik tőle, nem egyedülálló a zenéiben, megtalálható sok más többszólamú műben is a 15. században (például Gilles Binchois dalaiban). Gherardello da Firenze a legkorábbi zeneszerző aki használja a hanglejtést. 

## Fordítás
- Ez a szócikk részben vagy egészben  a   Francesco Landini című angol Wikipédia-szócikk ezen változatának fordításán alapul.  Az eredeti cikk szerkesztőit annak laptörténete sorolja fel. Ez a jelzés csupán a megfogalmazás eredetét és a szerzői jogokat jelzi, nem szolgál a cikkben szereplő információk forrásmegjelöléseként.